# Миколаївська церква (Городище)
Миколаївська церква — пам'ятка дерев'яної народної архітектури з села Городище Менського району Чернігівської області.
Влітку 2016 року, з огляду на критичний стан, церкву було перенесено до Києва, в Національний музей народної архітектури та побуту України. 1 листопада 2016 року освячено закладення відбудови храму. 1 листопада 2017 року освячено хрести, а 2018 року завершено відбудову храму.

## Історія
Церква була збудована у 1763 році (церква соснова). У 1888 році вона була капітально відремонтована, тоді ж було добудовано південний і північний рукави, а до вівтаря — дияконник і паламарню. Тоді ж її перенесено на фундамент.
З 60-х років XX століття церква використовувалась як колгоспне зерносховище. З часом покрівля проіржавіла, підлога прогнила від залишків зерна і церква почала руйнуватись. У 2011 році в церкву влучила блискавка, та пожежа значно пошкодила храм.
Влітку 2016 року, з огляду на критичний стан, храм було перенесено до Києва, у Національний музей народної архітектури та побуту України. 1 листопада 2016 року освячено закладення відбудови храму. 1 листопада 2017 року освячено хрести, а 2018 року завершено відбудову храму.

## Архітектура
Первісна архітектура складалась з тридільного трибанного ядра. У 1888 році зроблені прируби з півдня, заходу й півночі для розширення внутрішнього простору.
За типом плану церква тризрубна, триверха, складається з чотирикутного бабинця, восьмигранної центральної дільниці та шестигранного вівтаря і належить до поширеного на Лівобережжі типу пам'яток. Сучасне зовнішнє оформлення її верхів (заломів, бань, ліхтарів) відбиває смаки єпархіальних архітекторів другої половини XIX століття і значно відходить від первісного вигляду пам'ятки. Проте основи композиції мас (гранчастість зрубів вівтаря і центральної дільниці, триверхість з домінуючим центральним верхом, восьмерики, у яких висота перевершує ширину, характер розміщення віконних просвітів) все ж збереглися.
Бабинець всередині зберіг план і основні форми зрубу стін і верху, але у 80-х роках XIX століття до бабинця з заходу добудували приділ, в західній грані бабинця вирізали великий просвіт. Подвійні вікна в південній і північній гранях бабинця збереглися.
Центр церкви, завдяки гранчастості зрубу стін, виглядає стрункішим за бабинець, доволі просторим. В південній і північній гранях зрубу стін трійчасті вікна зараз зашито, а під ними прорізано просвіти до прибудованих рукавів.
Звертає на себе увагу конструкція першого залому центрального верху і восьмерика, відмінна від загальновживаної, класичної. Головна особливість конструкції першого залому і восьмерика полягає в тому, що південна і північна грані восьмерика не закінчуються, як інші, на рівні переходу залому в восьмерик, а продовжують спускатися вниз аж до границі переходу першого залому у зруб стін.
Енергійно зведені грані другого залому переводять внутрішній об'єм центральної дільниці в стрункий світловий ліхтар. В цілому центральна дільниця в інтер'єрі сприймається стримано стрункою. Найбільш напружено витягнутим виглядає восьмерик з його підкреслено подовженими південною і північною гранями.
Вівтар, його внутрішній простір, завдяки гранчастості зрубу стін здається стрункішим за бабинець, хоч відміни їх розмірів незначні. Верх вівтаря за формою і розмірами сприймається як схожий до верху бабинця.
Бажання створити нову, більш жорстку конструкцію центрального верху (першого залому і восьмерика), яке спостерігається в церкві Миколи в Городищі, не викликало загального визнання і поширення, а залишилося локальною спробою.
Храм належить до небагатьох типових споруд XVII—XVIII століть, які збереглися на Лівобережній Україні. Конструктивні прийоми демонструють розвиток релігійного зодчества на Лівобережжі у XVII столітті.

## Інтер'єр
В інтер'єрі первісний вигляд церкви зберігся значно краще, ніж зовні, і в основних частинах доніс форми 60-х років XVIII століття непорушно. В середині церкви до реконструкції були збережені кілька намальованих на стінах фресок.

## Сучасність

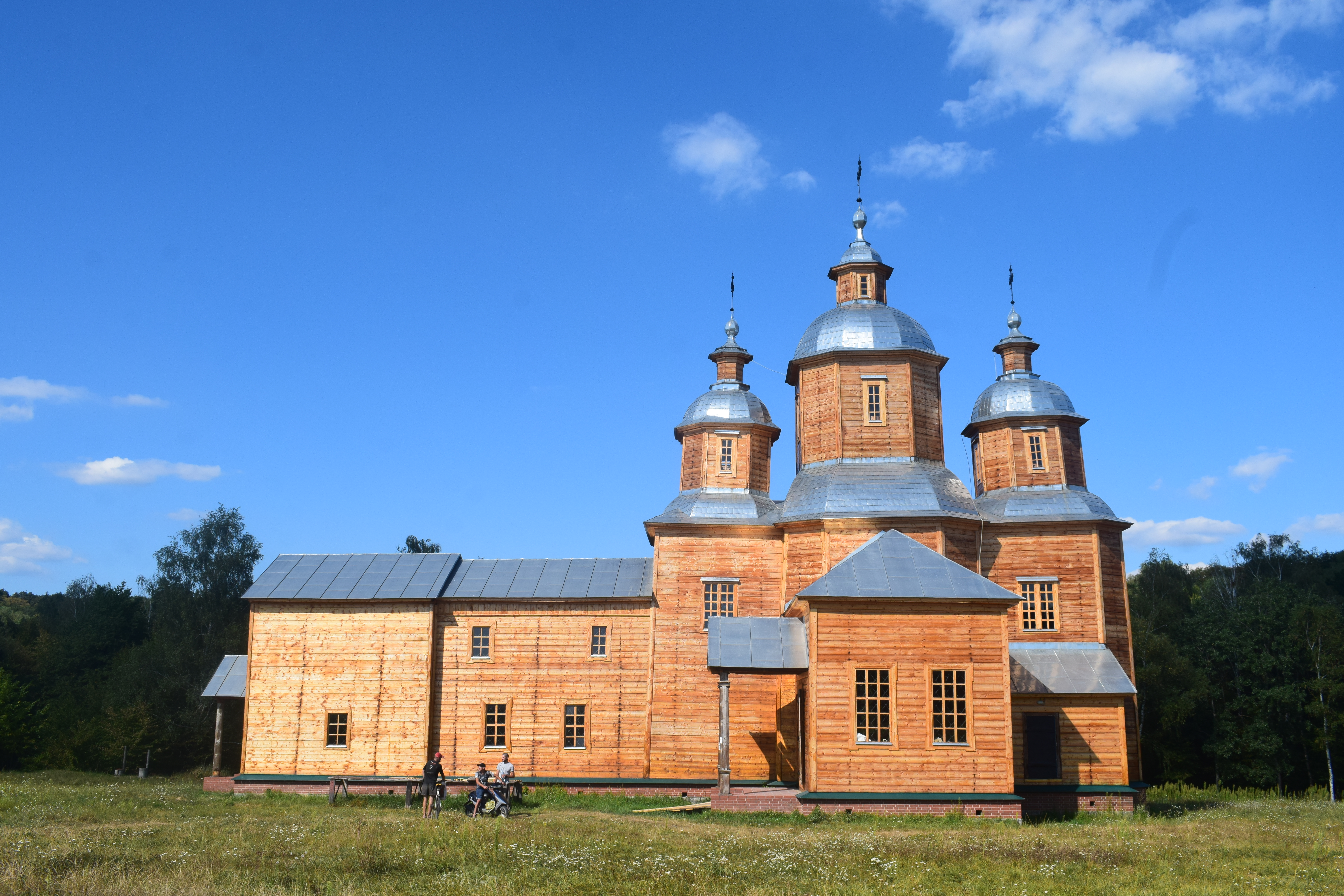
Відреставрована Миколаївська церква в музеї

Про дерев'яний тризубоподібний Миколаївський храм був знятий документальний фільм телеканалу «Глас», де детально показано зовнішній та внутрішній вигляд цієї церкви.
Ініціативна група на чолі із протоієреєм Андрієм Власенком 2015 року розпочала порятунок храму, отримавши на це дозвіл Міністерство культури України. Зокрема майстри із Закарпаття провели консервацію церкви.
2016 року було підтримано пропозицію щодо створення державної програми порятунку дерев'яних храмів як визначного історико-мистецького феномену — «Дерев'яні храми України». Це сприяло перенесенню влітку того ж 2016 року до Національного музею народної архітектури та побуту для відбудови. Під час розбирання церкви, яке тривало два місяці, здійснювалось подвійне маркування брусів. При цьому в стінах, під дахом та солею церкви було знайдено поминальну записку кінця XIX століття, мірило (зодчеський інструмент), дві пам’ятні дошки 1888 року.
1 листопада 2016 року, Патріарх Київський і всієї Руси-України Філарет разом із Митрополитом Переяславським і Вишгородським Епіфанієм, та настоятелем пирогівської парафії протоієреєм Андрієм Власенком заклав і освятив наріжний камінь відновлюваної святині. На новому місці в експозиції «Полісся» музею церква розташована на бетонно-цегляному фундаменті.
У 2016—2018 роках здійснено реставрацію храму на новому місці. Реставрація здійснювалася за проєктом архітектора-реставратора Сергія Юрченка. Загалом під час збирання вдалось укріпити і використати до 95 відсотків автентичних брусів. Храм покритий оцинкованим залізом.
1 листопада 2020 року Митрополит Київський і всієї України Епіфаній звершив освячення храму та відслужив в ньому літургію.